# Grupo Agbar
Die Sociedad General de Aguas de Barcelona (abgekürzt: Agbar) ist ein spanischer Wasserversorger mit Hauptsitz in Barcelona. Das Unternehmen wurde 1867 als Compagnie des Eaux de Barcelone in Lüttich von spanischen, französischen und belgischen Investoren gegründet um die Wasserversorgung in Barcelona auszubauen. Agbar war ehemals börsennotiert, befindet sich jedoch seit einer Übernahme 2008 vollständig im Besitz von Suez. Über Tochterunternehmen ist die Grupo Agbar auf mehreren Kontinenten aktiv.

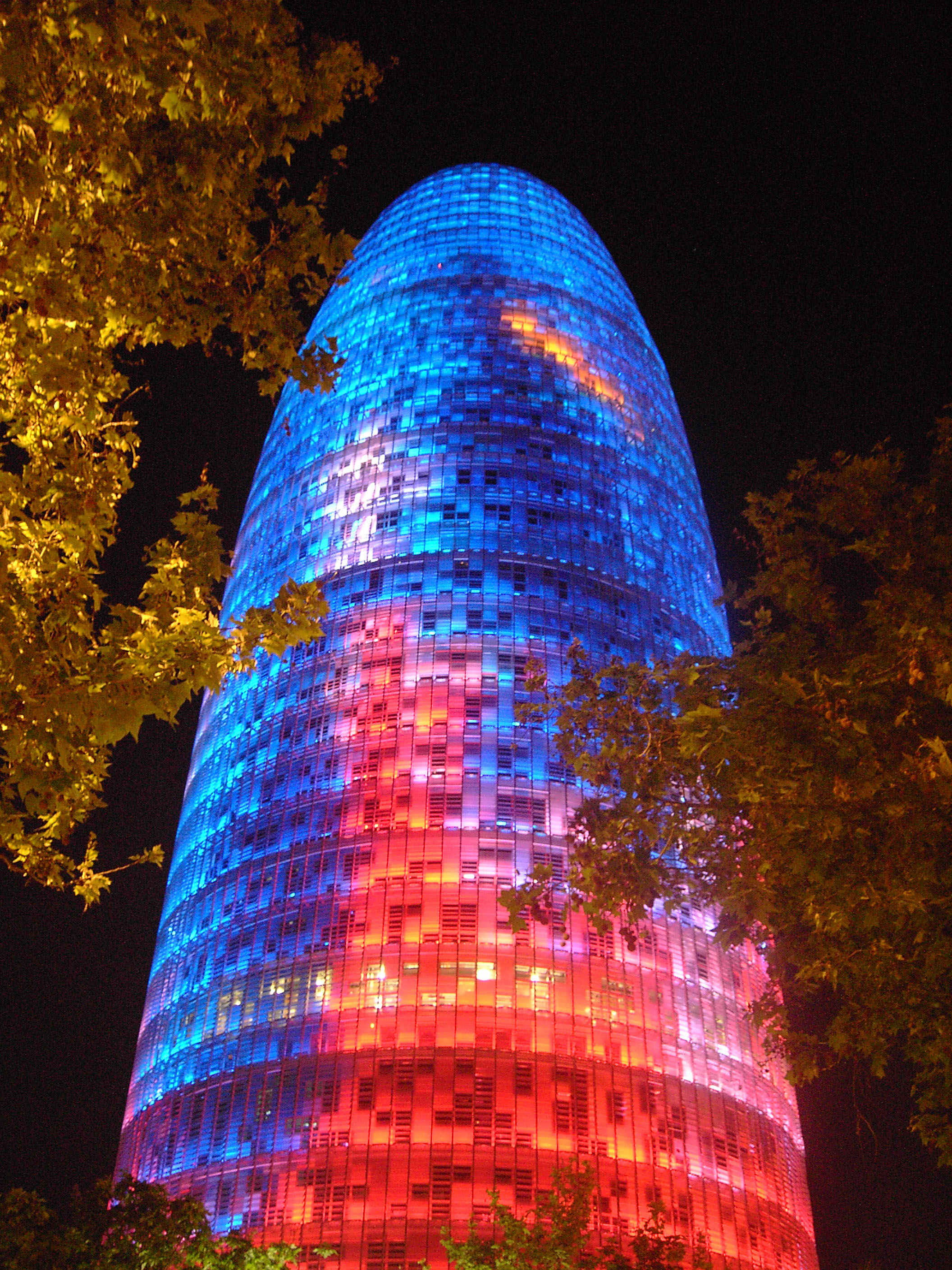
Der Torre Agbar, der Hauptsitz des Unternehmens